# Cercopithecus denti
El cercopiteco de Dent (Cercopithecus denti) es una especie de primate catarrino (monos del Viejo Mundo), perteneciente a la familia Cercopithecidae. Se encuentra en la República Democrática del Congo, la República del Congo, Ruanda, oeste de Uganda, y la República Centroafricana. Estaba previamente clasificada como una subespecies de Cercopithecus wolfi.